# Vicente Wanchope
Vicente Wanchope Kelly (Limón, 19 de julio de 1946) es un exfutbolista costarricense, que jugó la mayor parte de su carrera como delantero con Herediano.

## Carrera como futbolista
Wanchope inició sus ligas menores en la Escuela Rafael Yglesias de Limón y como juvenil en el Club Sport Juan Gobán, donde dio el salto al fútbol profesional.
Debutó a nivel mayor en 1964 en la ASODELI, donde es el goleador histórico del club con 54 goles.
Fue traspasado al Herediano en 1969, en una transferencia que causó controversia debido a una cifra exorbitante altamente involucrada. En Herediano es el quinto goleador histórico con 73 anotaciones.
Finalizó su carrera en Barrio México. Wanchope totalizó 133 goles en la Primera División, estando dentro de los máximos 10 artilleros históricos durante más de cuatro décadas, hasta que a finales del año 2019 lo superaron Álvaro Saborío y Jonathan McDonald.

## Carrera internacional
Llamado La Gacela Negra, debutó en la Selección de fútbol de Costa Rica en 1969 y jugó 29 encuentros, anotando 5 goles. Representó a Costa Rica en el NORCECA 1969, donde resultó campeón y el NORCECA 1971 donde obtuvo el tercer lugar.
Luego estuvo presente en los Panamericanos 1975 en México, donde tuvo una destacada actuación anotando 4 goles de los 7 en total logrados por su Selección, pintando la cara a los favoritos Brasil (anotó al portero Carlos Roberto Gallo) y Argentina y finalmente conquistando el cuarto lugar de la competición.
Finalizó su carrera en la Selección en el Preolímpico de Concacaf de 1976 jugado en el año 1975.

## Vida personal
Wanchope estuvo casado y quedó viudo de Patricia Watson (hermana de Carlos Watson) y fue el primer futbolista famoso de la familia Wanchope nacido en Costa Rica, seguido por sus tres hijos Javier, Paulo y Carlos. Luego de su retiro deportivo, trabajó en el ICE en Colima.